# 裏庭の柵をこえて
『裏庭の柵をこえて』（うらにわのさくをこえて）は、大島弓子による日本の漫画作品。『LaLa』（白泉社）1981年10月号、11月号に掲載された。
読み切り作品として描かれたものだったが、締め切りに遅れてしまい、前後篇になってしまった作品である。前半32ページで完結したものと思い込んでいた読者もいたそうである。

## あらすじ
小学生の少女、田森とみこは、夏休み終了5日前でありながら、宿題がほとんど手つかず状態であった。宿題をやりながら、隣の明石信の家の電燈がともされぬ状態であったことが気にかかったとみこは、信を自分と一緒にスケッチをしに行かないかと誘った。とみこが宿題で大変である事情を知った信は、とみこの宿題をかわりに引き受けることを約束した。近所の主婦達から信の異常行動を聞かされていたとみこの母親は、いつまでたっても帰って来ない娘のことを心配した。
深夜0時に帰宅したとみこは、翌朝、一日謹慎をさせられ、前日に信といかなる会話をしたのか、両親から問い質された。そんなおり、植木屋が交替し、信の大切にしている白樫が剪定されてしまう。怒り狂った信は、「おまえもおなじようにしてやる」と叫んで、事情を知らぬ新しい植木屋に暴行を加え、ひと騷動を起こした。白樫のことでショックを受けた信は遺書をしたため、命を絶とうとしたが、子供を登らせる木のようになろうというとみことの約束を思い出し、宿題を持ってくるようにと、とみこに紙飛行機の手紙を出した。それから毎年、信はとみこの宿題をするためだけに生き、とみこが中学へはいる頃に松食い虫駆除の仕事で引っ越して行った。とみこは、今でも信が宿題をやってくれた夏休みの思い出を懐かしく思い出している。

## 登場人物
明石信（あかし しん）
主人公。父親をはやくになくし、母親に育てられる。母親の期待を受けて、数学科のある一流大学にストレートで合格するが、それと同時に母親が再婚して家を出ており、一人暮らしをしている。自分が一体何のために大学にはいろうと思ったのか分からなくなり、6月で大学を中退している。小山家の女性だけではなく、加藤家と杉田家の娘の後を追い回してもいたが、二人とも恋人がいたので、小山家の方に迫ったらしい。
とみこのスケッチにつきあっている際に、とみこから一番好きなものは何かと聞かれ、庭の白樫であると答えている。子供の時に木登りをよくし、木が神様のように見え、高みへと登らせる崇高な魂があると語り、自分の両親よりも永く信を見つめており、表情を見せつつ、語りかけてくれ、手や耳や目や鼻も存在すると言って、スケッチブックにその位置を描いてみせた。そして、スケッチと日記と作文以外の宿題を引き受けることを、とみこに約束した。スケッチをした後、とみこをポートピア'81に連れてゆき、日帰りでとんぼがえりしている。
田森とみこ（たもり とみこ）
物語のもう一人の主人公兼視点人物。小学三年生で、8月31日生まれ。ませた性格で、隣の家の明石信が年下のOLの小山家の女性にプロポーズして振られる場面を見かけ、ついで繁華街で信がホモの勧誘にあって、タクシーで連れられてゆく場面を目撃し、母親に報告している。母親より、8月30日までに宿題を終わらせないと、誕生日のケーキは作らないと脅され、信が宿題を引き受けてくれるまでいやいや宿題をしていた。信の話してくれた白樫の木が伐採された際に、木の泣いている夢を見ている。信から聞いたホモの話を作文に書き、学校で問題になっている。信のおかげで、毎年プールへ行ったり、山へ行ったり、テレビを見たりして、何の心配もなく夏休みを過ごすことができるようになった。
とみこの母
近所の主婦から信の異常行動を聞かされ、その時にはさほど気にはしていなかったが、信がとみこと一緒に電車に乗ったと同じく近所の主婦から聞かされ、いつまで経っても帰って来ない娘を心配して狂乱している。植木屋に暴行をはたらいた信のことを人格破綻者であると思い込み、娘のことを心配し、白髪が増えている。
とみこの父
信がとみこと電車に乗ったという話を聞き、母親と違って、信を真面目な青年と信じ、そのうち帰ってくるだろうと語っていた。植木屋の件も人騷がせな隣人だ、と呟いただけだった。
小山家（こやまけ）の娘
信が１週間、自分のあとをつけていたことを詰問し、信のプロポースを断り、マーケットにはいって、父親に連絡して迎えに来てもらっている。
植木屋
毎年明石家に来ている植木屋ではなかったため、庭の白樫の木を剪定してはいけないことを知らず、信の怨みを買うことになった。
近所の主婦たち
とみこの母に、信が三股をかけていたことを語り、回覧を持っていった際に覗いた信の部屋は、何もない部屋だったと語り、信の退学のことを話し、信がとみこと午後1時過ぎに電車に乗ったと伝えている。

## 解説
- 藤本由香里は、この物語も大島弓子が1970年代に描いてきた少女を守る少年の話の一形態であり、庭にある白樫のように子供を高みに登らせたいと願う一方で、現実不適応者である青年が、宿題引き受けマンになることだけを自殺をしない理由として生き続けるという話で、そこには、誰かを完全に守る存在にはなりきれないけれども、自分にもできるささやかなこと、自分よりもさらに小さな存在のためにできるささやかなことを糧として生きる、という主題があり、その原型はJ・D・サリンジャーの『ライ麦畑でつかまえて』のホールデン青年の願い、「ぼくはライ麦畑のがけの上、むこうでこどもがあそんでる。ぼくの仕事は見張り番さ。ここからこどもがおちないように」であろうと述べている[2]。

## 単行本
- 『綿の国星』第5巻 白泉社、花とゆめコミックス（1983年12月21日刊）…巻末に収録。
- 『大島弓子選集第8巻  四月怪談』朝日ソノラマ（1986年1月31日刊）
  - 収録作品 -『ヒー・ヒズ・ヒム』・『草冠の姫』・『パスカルの群れ』・『たそがれは逢魔の時間』・『四月怪談』・『赤すいか黄すいか』・『雛菊物語』・『裏庭の柵をこえて』
- 『夏のおわりのト短調』白泉社、白泉社文庫（1995年6月16日刊[3]）
  - 収録作品 -『夏のおわりのト短調』・『たそがれは逢魔の時間』・『赤すいか黄すいか』・『裏庭の柵をこえて』・『あまのかぐやま』[4]